# Canoa/kayak ai Giochi della XXIX Olimpiade
Il programma delle gare di canoa/kayak ai Giochi della XXIX Olimpiade era composto da competizioni di canoa slalom e di velocità: le prime si svolsero dall'11 al 14 agosto mentre le seconde dal 18 al 23 dello stesso mese.
Tutte le gare vennero disputate nel Shunyi Olympic Rowing-Canoeing Park. 
Complessivamente sono messi in palio 16 titoli: 4 nello slalom e 12 nella velocità; 4 femminili e 12 maschili.

## Eventi
| Disciplina | Disciplina | Uomini | Donne | Totale |
| ---------- | ---------- | ------ | ----- | ------ |
| Velocità   | Canoa      | 4      |       | 4      |
| Velocità   | Kayak      | 5      | 3     | 8      |
| Slalom     | Canoa      | 2      |       | 2      |
| Slalom     | Kayak      | 1      | 1     | 2      |
| Totale     | Totale     | 12     | 4     | 16     |

## Calendario
| Velocità | Uomini |  |       |  |    |  |  |  |  |  |  |  | K1 1000m C1 1000m K2 1000m C2 1000m K4 1000m | K1 500m C1 500m K2 500m C2 500m | 9  |
| Velocità | Donne  |  |       |  |    |  |  |  |  |  |  |  | K4 500m                                      | K1 500m K2 500m                 | 3  |
| Slalom   | Uomini |  | C1 K1 |  | C2 |  |  |  |  |  |  |  |                                              |                                 | 3  |
| Slalom   | Donne  |  |       |  | K1 |  |  |  |  |  |  |  |                                              |                                 | 1  |
| Totale   | Totale |  | 2     |  | 2  |  |  |  |  |  |  |  | 6                                            | 6                               | 16 |

|  | Qualificazioni |  | FINALI |

## Podi

### Uomini
| Evento                    | Oro                                                                               | Perform. | Argento                                                               | Perform. | Bronzo                                                                  | Perform. |
| Velocità - Canoa canadese |                                                                                   |          |                                                                       |          |                                                                         |          |
| C1 - 500 m (dettagli)     | Maxim Opalev                                                                      | 1'47"140 | David Cal                                                             | 1'48"397 | Yuriy Cheban                                                            | 1'48"766 |
| C1 - 1000 m (dettagli)    | Attila Vajda                                                                      | 3'50"467 | David Cal                                                             | 3'52"751 | Canada Thomas Hall                                                      | 3'53"653 |
| C2 - 500 m (dettagli)     | Cina Meng Guanliang Yang Wenjun                                                   | 1'41"025 | Russia Sergey Ulegin Aleksandr Kostoglod                              | 1'41"282 | Germania Christian Gille Thomasz Wylenzek                               | 1'41"964 |
| C2 - 1000 m (dettagli)    | Bielorussia Andrei Bahdanovich Aliaksandr Bahdanovich                             | 3'36"365 | Germania Christian Gille Thomasz Wylenzek                             | 3'36"588 | Ungheria György Kozmann Tamás Kiss                                      | 3'40"258 |
| Velocità- Kayak           |                                                                                   |          |                                                                       |          |                                                                         |          |
| K1 - 500 m (dettagli)     | Ken Wallace                                                                       | 1'37"252 | Adam van Koeverden                                                    | 1'37"630 | Tim Brabants                                                            | 1'37"671 |
| K1 - 1000 m (dettagli)    | Tim Brabants                                                                      | 3'26"323 | Eirik Veraas Larsen                                                   | 3'27"342 | Ken Wallace                                                             | 3'27"485 |
| K2 - 500 m (dettagli)     | Spagna Saúl Craviotto Carlos Pérez Rial                                           | 1'28"736 | Germania Ronald Rauhe Tim Wieskötter                                  | 1'28"827 | Bielorussia Raman Piatrushenka Vadzim Makhneu                           | 1'30"005 |
| K2 - 1000 m (dettagli)    | Germania Martin Hollstein Andreas Ihle                                            | 3'11"809 | Danimarca Kim Wraae Knudsen René Holten Poulsen                       | 3'13"580 | Italia Andrea Facchin Antonio Scaduto                                   | 3'14"750 |
| K4 - 1000 m (dettagli)    | Bielorussia Raman Piatrushenka Aljaksej Abalmasaŭ Artur Litvinchuk Vadzim Makhneu | 2'55"714 | Slovacchia Richard Riszdorfer Michal Riszdorfer Erik Vlček Juraj Tarr | 2'56"593 | Germania Lutz Altepost Norman Bröckl Torsten Eckbrett Björn Goldschmidt | 2'56"676 |
| Slalom - Canoa            |                                                                                   |          |                                                                       |          |                                                                         |          |
| C1 (dettagli)             | Michal Martikán                                                                   | 176.65   | David Florence                                                        | 178.61   | Robin Bell                                                              | 180.59   |
| C2 (dettagli)             | Slovacchia Pavol Hochschorner Peter Hochschorner                                  | 190.82   | Rep. Ceca Jaroslav Volf Ondřej Štěpánek                               | 192.89   | Russia Mikhail Kuznetsov Dmitry Larionov                                | 197.37   |
| Slalom - Kayak            |                                                                                   |          |                                                                       |          |                                                                         |          |
| K1 (dettagli)             | Alexander Grimm                                                                   | 171.70   | Fabien Lefèvre                                                        | 173.30   | Benjamin Boukpeti                                                       | 173.45   |

### Donne
| Evento                | Oro                                                                           | Perform. | Argento                                                           | Perform. | Bronzo                                                            | Perform. |
| Velocità - Kayak      |                                                                               |          |                                                                   |          |                                                                   |          |
| K1 - 500 m (dettagli) | Inna Osypenko                                                                 | 1'50"673 | Josefa Idem                                                       | 1'50"677 | Katrin Wagner-Augustin                                            | 1'51"022 |
| K2 - 500 m (dettagli) | Ungheria Katalin Kovács Nataša Janić                                          | 1'41"308 | Polonia Beata Mikołajczyk Aneta Konieczna                         | 1'42"092 | Francia Marie Delattre Anne-Laure Viard                           | 1'42"128 |
| K4 - 500 m (dettagli) | Germania Fanny Fischer Nicole Reinhardt Katrin Wagner-Augustin Conny Wassmuth | 1'32"231 | Ungheria Katalin Kovács Gabriella Szabó Danuta Kozák Nataša Janić | 1'32"971 | Australia Lisa Oldenhof Hannah Davis Chantal Meek Lyndsie Fogarty | 1'34"704 |
| Slalom - Kayak        |                                                                               |          |                                                                   |          |                                                                   |          |
| K1 (dettagli)         | Elena Kaliská                                                                 | 192.64   | Jacqueline Lawrence                                               | 206.94   | Violetta Oblinger Peters                                          | 214.77   |

## Medagliere
| Pos.   | Paese         | Oro | Argento | Bronzo | Totale |
| ------ | ------------- | --- | ------- | ------ | ------ |
| 1      | Germania      | 3   | 2       | 3      | 8      |
| 2      | Slovacchia    | 3   | 1       | 0      | 4      |
| 3      | Ungheria      | 2   | 1       | 1      | 4      |
| 4      | Bielorussia   | 2   | 0       | 1      | 3      |
| 5      | Spagna        | 1   | 2       | 0      | 3      |
| 6      | Australia     | 1   | 1       | 3      | 5      |
| 7      | Gran Bretagna | 1   | 1       | 1      | 3      |
| 7      | Russia        | 1   | 1       | 1      | 3      |
| 9      | Ucraina       | 1   | 0       | 1      | 2      |
| 10     | Cina          | 1   | 0       | 0      | 1      |
| 11     | Canada        | 0   | 1       | 1      | 2      |
| 11     | Francia       | 0   | 1       | 1      | 2      |
| 11     | Italia        | 0   | 1       | 1      | 2      |
| 14     | Rep. Ceca     | 0   | 1       | 0      | 1      |
| 14     | Danimarca     | 0   | 1       | 0      | 1      |
| 14     | Polonia       | 0   | 1       | 0      | 1      |
| 14     | Norvegia      | 0   | 1       | 0      | 1      |
| 18     | Austria       | 0   | 0       | 1      | 1      |
| 18     | Togo          | 0   | 0       | 1      | 1      |
| Totale | Totale        | 16  | 16      | 16     | 48     |